# Emil Jónsson
Emil Guðmundur Jónsson (27 ottobre 1902 – 30 novembre 1986) è stato un politico islandese.
È stato Primo ministro dell'Islanda dal dicembre 1958 al novembre 1959.
Rappresentante del Partito Socialdemocratico, è stato membro dell'Althing dal 1934 al 1971.